# Post-rok
Post-rok (engl. post-rock) je žanr alternativne rok muzike. Post-rok muzika je najčešće instrumentalna i prepoznaje se po instrumentima tipičnim za rok muziku, ali poseduje i neke karakteristike koje se uvek ne vežu za rok.
Termin se izvorno vezao za bendove kao što su Stereolab, Disco Inferno, Seefeel, Moonshake i Pram, ali se kasnije proširio i počeo koristiti za raznoraznu džez i kraut-rok inspirisanu instrumentalnu muziku nakon 1994. godine.
Uticajni bendovi žanra sa početka 1990-ih su Slint, Talk Talk i Tortoise.
Definicija izraza se može smatrati manjkavom, jer se termin, na primer, koristi i za Tortoise i Mogwai, bendovi kojima je manje-više jedina sličnost to što im je muzika instrumentalna. Početkom 2000-ih izraz polako počinje da izlazi iz upotrebe jer je korišćen za suviše širok spektar muzičkih stilova.

## Poznatije post-rok grupe
| - 1 Mile North - 65daysofstatic - The Album Leaf - American Analog Set - Don Caballero - Couch - Bardo Pond - Bark Psychosis - Boxhead Ensemble - Brice-Glace - Brokeback - Broken Social Scene | - Caspian - Chicago Underground Duo - Del Rey - Dianogah - Disco Inferno - Dorena - Do Make Say Think - Elias Krantz - Explosions in the Sky - Final Days Society - Fly Pan Am - Four Tet | - Gang Bang Suicide - Gastr del Sol - Godspeed You! Black Emperor - High Dependency Unit - Isotope 217 - Jakob - The Jealous Sound - Karate - Kayo dot - Lemko Hall - The Mercury Program - Mogwai | - Moonshake - Mono - Pele - The Ideal Beginning - The Sea and Cake - Red Sparowes - Rumah Sakit - Run, Pentagon, Run - Russian Circles - Seefeel - Shalabi Effect - Shrimp Boat | - Sickoakes - Sigur Rós - Slint - Soul Coughing - Stereolab - Talk Talk - Tender Souvenirs - This Will Destroy You - Timonium - Tristeza - Tortoise - Yndi Halda |

## Spoljašnje veze
- Post-rok bendovi (језик: енглески)
- Post-rok izdavačke kuće i mediji (језик: енглески)
- The Silent Ballet (језик: енглески)
- Star FK Radium